# Chris Ikonomidis
Christopher James Ikonomidis, detto Chris Oikonomidis (in greco Χριστός Οικονομίδισ; Sydney, 4 maggio 1995), è un calciatore australiano, di origini greche, centrocampista del Macarthur.

## Caratteristiche tecniche
Destro naturale, è dotato di buone capacità tecniche e di buona visione di gioco. Nasce come trequartista ma in Italia impara a giocare in varie posizioni, non ultima quella di mezzala d'attacco.

## Carriera

### Club

#### Gli inizi
Cresciuto in una famiglia che ha sempre giocato a Calcio, inizia a giocare all'età di 4 anni nel Cronulla RSL, squadra del suo quartiere di Sydney. All'età di 14 anni, si recò a Londra per fare un provino con l'Arsenal che lo indicò ai Sutherland Sharks per farlo crescere ulteriormente. Nel 2010, la sua squadra si qualificò per la fase finale della Manchester United Premier Cup. La fase finale si disputò in Inghilterra, e durante una partita di essa, contro il Wigan, sigla 4 gol sui 7 totali che permettono alla squadra di vincere la partita.
Durante questo torneo, dove segna vari gol ed anche uno al Chelsea, e trasferitosi in Grecia nel Rodi attira l'attenzione del club italiano dell'Atalanta che gli offre un contratto. Tale scelta fu agevolata da James Troisi, giocatore australiano che militava nel club, che gli consigliò di accettare l'offerta del club bergamasco.

#### Lazio e i vari prestiti
Dopo 18 mesi passati con il club neroazzurro firma un contratto triennale con la Lazio, attuale campione d'Italia Primavera. Con la Primavera biancoazzurra vince, nella stagione 2013-2014, la Coppa Italia Primavera mentre l'anno successivo vince la Supercoppa Primavera e nuovamente la Coppa Italia Primavera, dove in entrambe le finali sigla le reti biancoazzurre.
Il 5 giugno 2015 rinnova, per ulteriori 5 anni, il suo contratto con la società biancoceleste. L'8 agosto successivo, seppur non scendendo in campo, perde la Supercoppa italiana 2015, per 2-0, contro i Campioni d'Italia della Juventus. L'esordio arriva il 10 dicembre 2015 in occasione dell'ultima partita della fase a gironi di Europa League, pareggiata per 1-1, contro i francesi del Saint-Étienne. Il 13 gennaio 2016, per via del poco spazio in squadra, viene ceduto in prestito secco alla Salernitana, militante in Serie B e secondo club di proprietà del presidente Claudio Lotito. L'esordio arriva il 22 gennaio successivo in occasione della vittoria casalinga, per 3-0, contro il Brescia dove parte da titolare e disputa tutti i 90 minuti di gioco. Il 30 aprile 2016 mette a segno la sua prima rete tra i professionisti, in occasione del pareggio esterno, per 2-2, contro l'Ascoli. Conclude l'esperienza a Salerno con un bottino di 14 presenze e 1 rete.
Il 31 agosto 2016 viene ceduto, sempre in prestito, ai danesi dell'Aarhus. Il 12 settembre successivo disputa la sua prima partita in occasione della vittoria casalinga, per 3-1, contro il Nordsjælland. Il 26 ottobre 2016 mette a segno la sua prima rete in terra danese in occasione della partita di Coppa di Danimarca, vinta per 3-1, contro l'Holbæk. Il 19 febbraio 2017 sigla la sua prima rete in campionato in occasione della sconfitta casalinga, per 1-2, contro l'Aalborg. Conclude il prestito in Danimarca con un totale di 20 presenze e 2 reti.
Dopo il rientro dall'esperienza con l'Aarhus viene messo fuori rosa dal club biancoceleste per poi essere ceduto, sempre in prestito, al club australiano del Western Sydney. L'esordio arriva il 4 febbraio 2018 in occasione della trasferta vinta, per 1-2, contro il C.C. Mariners. Sette giorni più tardi mette a segno anche la sua prima rete con la nuova maglia, in occasione della vittoria casalinga, per 4-0, contro il Wellington Phoenix. Conclude la stagione con un bottino di 10 presenze e 3 gol realizzati.

#### Perth Glory
L'11 settembre 2018 viene ufficializzato il passaggio a titolo definitivo al club australiano del Perth Glory. L'esordio arriva il 21 ottobre successivo in occasione del pareggio interno, per 1-1, contro il Western Sydney. Una settimana più tardi sigla anche la sua prima marcatura con indosso la nuova maglia, in occasione della vittoria in trasferta, per 2-3, contro il Melbourne City. Il 25 novembre 2018 mette a segno la sua prima doppietta da professionista in occasione della vittoria casalinga, per 3-2, contro il C.C. Mariners. Conclude la stagione con 20 presenze e 9 reti.

#### Melbourne Victory
Dopo non avere rinnovato il proprio contratto col Perth Glory, Il 21 luglio 2021 firma per il Melbourne Victory.

### Nazionale
Nonostante non abbia mai ottenuto presenze in prima squadra, ed avendo disputato solamente gare del Campionato Primavera, il 12 marzo 2015, Ange Postecoglou, CT della Nazionale australiana, convoca il giovane centrocampista per le amichevoli contro i campioni del Mondo della Germania e la Macedonia. Il 30 marzo successivo, dopo esser rimasto in panchina per tutta la partita contro la Germania, fa il suo esordio contro la Macedonia subentrando, all'82º minuto, al compagno di squadra Nathan Burns; la partita verrà pareggiata poi per 0-0.

## Statistiche

### Presenze e reti nei club
Statistiche aggiornate al 20 aprile 2025.
| Stagione                 | Squadra                  | Campionato               | Campionato | Campionato | Coppe nazionali | Coppe nazionali | Coppe nazionali | Coppe continentali | Coppe continentali | Coppe continentali | Altre coppe | Altre coppe | Altre coppe | Totale | Totale |
| Stagione                 | Squadra                  | Comp                     | Pres       | Reti       | Comp            | Pres            | Reti            | Comp               | Pres               | Reti               | Comp        | Pres        | Reti        | Pres   | Reti   |
| ------------------------ | ------------------------ | ------------------------ | ---------- | ---------- | --------------- | --------------- | --------------- | ------------------ | ------------------ | ------------------ | ----------- | ----------- | ----------- | ------ | ------ |
| 2014-2015                | Lazio                    | A                        | 0          | 0          | CI              | 0               | 0               | -                  | -                  | -                  | -           | -           | -           | 0      | 0      |
| 2015-gen. 2016           | Lazio                    | A                        | 0          | 0          | CI              | 0               | 0               | UCL+UEL            | 0+1                | 0                  | SI          | 0           | 0           | 1      | 0      |
| gen.-giu. 2016           | Salernitana              | B                        | 14         | 1          | CI              | 0               | 0               | -                  | -                  | -                  | -           | -           | -           | 14     | 1      |
| 2016-2017                | Aarhus                   | SL                       | 16+2       | 1+0        | CD              | 2               | 1               | -                  | -                  | -                  | -           | -           | -           | 20     | 2      |
| 2017-gen. 2018           | Lazio                    | A                        | 0          | 0          | CI              | 0               | 0               | UEL                | 0                  | 0                  | SI          | 0           | 0           | 0      | 0      |
| Totale Lazio             | Totale Lazio             | Totale Lazio             | -          | -          |                 | -               | -               |                    | 1                  | 0                  |             | -           | -           | 1      | 0      |
| gen.-giu. 2018           | Western Sydney           | AL                       | 10         | 3          | FFACup          | 0               | 0               | -                  | -                  | -                  | -           | -           | -           | 10     | 3      |
| sett. 2018-2019          | Perth Glory              | AL                       | 20         | 9          | FFACup          | 0               | 0               | -                  | -                  | -                  | -           | -           | -           | 20     | 9      |
| 2019-2020                | Perth Glory              | AL                       | 12         | 3          | -               | -               | -               | -                  | -                  | -                  | -           | -           | -           | 12     | 3      |
| 2020-2021                | Perth Glory              | AL                       | 9          | 4          | -               | -               | -               | -                  | -                  | -                  | -           | -           | -           | 9      | 4      |
| Totale Perth Glory       | Totale Perth Glory       | Totale Perth Glory       | 41         | 16         |                 | -               | -               |                    | -                  | -                  |             | -           | -           | 41     | 16     |
| 2021-2022                | Melbourne Victory        | AL                       | 23         | 0          | FFACup          | 1               | 1               | ACL                | 1                  | 0                  | -           | -           | -           | 25     | 1      |
| 2022-2023                | Melbourne Victory        | AL                       | 23         | 2          | CA              | 1               | 0               | -                  | -                  | -                  | -           | -           | -           | 24     | 2      |
| 2023-2024                | Melbourne Victory        | AL                       | 29         | 2          | CA              | 0               | 0               | -                  | -                  | -                  | -           | -           | -           | 29     | 2      |
| Totale Melbourne Victory | Totale Melbourne Victory | Totale Melbourne Victory | 75         | 4          |                 | 2               | 1               |                    | 1                  | 0                  |             | -           | -           | 78     | 5      |
| 2024-2025                | Macarthur                | AL                       | 11         | 1          | CA              | 0               | 0               | -                  | -                  | -                  | -           | -           | -           | 11     | 1      |
| Totale carriera          | Totale carriera          | Totale carriera          | 169        | 26         |                 | 4               | 2               |                    | 2                  | 0                  |             | 0           | 0           | 175    | 28     |

### Cronologia delle presenze e reti in nazionale
| Cronologia completa delle presenze e delle reti in nazionale ― Australia | Cronologia completa delle presenze e delle reti in nazionale ― Australia | Cronologia completa delle presenze e delle reti in nazionale ― Australia | Cronologia completa delle presenze e delle reti in nazionale ― Australia | Cronologia completa delle presenze e delle reti in nazionale ― Australia | Cronologia completa delle presenze e delle reti in nazionale ― Australia | Cronologia completa delle presenze e delle reti in nazionale ― Australia | Cronologia completa delle presenze e delle reti in nazionale ― Australia |
| Data                                                                     | Città                                                                    | In casa                                                                  | Risultato                                                                | Ospiti                                                                   | Competizione                                                             | Reti                                                                     | Note                                                                     |
| ------------------------------------------------------------------------ | ------------------------------------------------------------------------ | ------------------------------------------------------------------------ | ------------------------------------------------------------------------ | ------------------------------------------------------------------------ | ------------------------------------------------------------------------ | ------------------------------------------------------------------------ | ------------------------------------------------------------------------ |
| 30-3-2015                                                                | Skopje                                                                   | Macedonia                                                                | 0 – 0                                                                    | Australia                                                                | Amichevole                                                               | -                                                                        | 82’                                                                      |
| 3-9-2015                                                                 | Perth                                                                    | Australia                                                                | 5 – 0                                                                    | Bangladesh                                                               | Qual. Mondiali 2018                                                      | -                                                                        | 62’                                                                      |
| 29-3-2016                                                                | Sydney                                                                   | Australia                                                                | 5 – 1                                                                    | Giordania                                                                | Qual. Mondiali 2018                                                      | -                                                                        | 64’                                                                      |
| 27-5-2016                                                                | Sunderland                                                               | Inghilterra                                                              | 2 – 1                                                                    | Australia                                                                | Amichevole                                                               | -                                                                        | 58’                                                                      |
| 4-6-2016                                                                 | Sydney                                                                   | Australia                                                                | 1 – 0                                                                    | Grecia                                                                   | Amichevole                                                               | -                                                                        | 72’                                                                      |
| 7-6-2016                                                                 | Melbourne                                                                | Australia                                                                | 1 – 2                                                                    | Grecia                                                                   | Amichevole                                                               | -                                                                        | 77’                                                                      |
| 30-12-2018                                                               | Dubai                                                                    | Oman                                                                     | 0 – 5                                                                    | Australia                                                                | Amichevole                                                               | 1                                                                        |                                                                          |
| 6-1-2019                                                                 | al-'Ayn                                                                  | Australia                                                                | 0 – 1                                                                    | Giordania                                                                | Coppa d'Asia 2019 - 1º turno                                             | -                                                                        | 55’                                                                      |
| 11-1-2019                                                                | Dubai                                                                    | Palestina                                                                | 0 – 3                                                                    | Australia                                                                | Coppa d'Asia 2019 - 1º turno                                             | -                                                                        |                                                                          |
| 15-1-2019                                                                | al-'Ayn                                                                  | Australia                                                                | 3 – 2                                                                    | Siria                                                                    | Coppa d'Asia 2019 - 1º turno                                             | 1                                                                        |                                                                          |
| 21-1-2019                                                                | al-'Ayn                                                                  | Australia                                                                | 0 – 0 dts (4 – 2 dtr)                                                    | Uzbekistan                                                               | Coppa d'Asia 2019 - Ottavi di finale                                     | -                                                                        | 96’                                                                      |
| 25-1-2019                                                                | al-'Ayn                                                                  | Emirati Arabi Uniti                                                      | 1 – 0                                                                    | Australia                                                                | Coppa d'Asia 2019 - Quarti di finale                                     | -                                                                        |                                                                          |
| 3-6-2021                                                                 | Al Kuwait                                                                | Australia                                                                | 3 – 0                                                                    | Kuwait                                                                   | Qual. Mondiali 2022                                                      | -                                                                        | 74’                                                                      |
| 7-6-2021                                                                 | Al Kuwait                                                                | Australia                                                                | 5 – 1                                                                    | Taipei cinese                                                            | Qual. Mondiali 2022                                                      | -                                                                        | 63’                                                                      |
| 7-10-2021                                                                | Doha                                                                     | Australia                                                                | 3 – 1                                                                    | Oman                                                                     | Qual. Mondiali 2022                                                      | -                                                                        | 86’                                                                      |
| 12-10-2021                                                               | Saitama                                                                  | Giappone                                                                 | 2 – 1                                                                    | Australia                                                                | Qual. Mondiali 2022                                                      | -                                                                        | 89’                                                                      |
| Totale                                                                   |                                                                          | Presenze                                                                 | 16                                                                       |                                                                          | Reti                                                                     | 2                                                                        |                                                                          |

## Palmarès

### Club

#### Competizioni giovanili
- Coppa Italia Primavera: 2

Lazio: 2013-2014, 2014-2015
- Supercoppa Primavera: 1

Lazio: 2014

#### Competizioni nazionali
- Premier's Plate: 1

Perth Glory: 2018-2019
- FFA Cup: 1

Melbourne Victory: 2021